# Mike & Colin
Mike & Colin was een Nederlands zangduo, bestaand uit Mike Eichelsheim (Nijmegen, 13 juli 1982) en Colin Alexander Heikens (Druten, 28 juni 1987). Ze maakten Nederlandstalige muziek. Met verschillende singles behaalden ze de top 40 in de Nederlandse Single Top 100.

## Het duo
Mike en Colin ontmoetten elkaar in 2007 en besloten eind 2008 een duo te vormen. In 2009 bracht de maatschappij NRGY Music hun singles Zo moet het blijven (een cover van So soll es bleiben van Ich + Ich) en Jij uit. In 2010 volgden  Alles is top (een cover van Af en af van Kurt Darren) en Wat is ze mooi, geschreven door Ellert Driessen. In 2011 volgde de single De klok tikt door (een cover van L'horloge tourne van Mickael Miro).
Op 29 september 2011 wonnen Mike & Colin de prijs 'Beste Nieuwkomer 2011' van Buma/Stemra. Op 10 januari 2012 tekenden ze een managementovereenkomst bij Dimperium Productions. De singles Gek of gen!aal en Mooi in het kwadraat werden geschreven en gecomponeerd door Colin Heikens en Rutger Kanis. Gek of geniaal werd voor het eerst live gezongen in het RTL 4-programma Koffietijd.
Op 3 juni 2012 gaven ze in Druten voor 200 mensen een 'Twitterconcert' omdat ze meer dan 2500 volgers op Twitter hadden gehaald. Tim Douwsma was te gast bij dit optreden. Sinds eind 2012 zijn Mike & Colin gasten in het programma Stenders Late Vermaak op 3FM, in het item 'Zingen met Hindernissen'. Toen dat item stopte, werden ze gevraagd bij het onderdeel 'De Popquiz' op 3FM, als vervanging van Danny Vera. Ook hebben ze meerdere malen in het GelreDome, op het TROS muziekfeest op het plein en op Dutch Valley opgetreden.
Begin 2013 werd de nieuwe single Altijd met je varen zowel Paradeplaat op Sterren.nl als Hollandse Nieuwe op Radio NL. Op 2 juni van dat jaar vond de eerste fandag van het duo plaats in Druten. Ook deden ze mee met de talentenjacht Bloed, zweet & tranen op SBS6.
In de zomer van 2013 kwamen Mike & Colin met de single 't Is zomaar zomer, van tekst voorzien door Colin. Deze single ging op 5 juli in première bij Rob Stenders op 3FM. Begin augustus 2013 werden Mike & Colin gevraagd om op een boot te zingen tijdens de Amsterdamse Canal Pride.
Op 31 oktober 2013 brachten ze de single 1e klas meisje uit. De tekst en muziek zijn weer van Colin Heikens en Rutger Kanis. De single werd opgepikt door het Facebook-platform 'Hartstocht in de trein'. Op 16 november 2013 vond in Druten het tweede 'Twitterconcert' van Mike & Colin plaats. Dit concert was binnen zes dagen uitverkocht, Helemaal Hollands trad op als gastartiest. Voor dit concert schreven Mike & Colin het lied Sexy en Lief met input van het publiek.
Begin januari 2014 wonnen Mike & Colin tijdens de jaarlijkse Geels Awards de Geels Publiek/Vak Award voor Aanstormend Talent'.
Op 23 februari 2014 traden Mike & Colin, op de Huishoudbeurs in de RAI Amsterdam, op met de Zuid-Afrikaanse Superster Kurt Darren. Hier zongen ze samen het liedje 'Af en Af'/'Alles is top' in een Zuid-Afrikaans-Nederlandse versie.
Op 20 mei 2014 ontvingen Mike & Colin een platina plaat voor de verkoop van meer dan 50.000 albums van 'Sterren zingen voor Oranje'. Op deze cd zingen zij het gezamenlijke lied 'O, O, Oranje' en hun eigen lied 'Copa Do Mundo'.
Op 9 oktober 2014 brachten Mike & Colin de single 'Je spookt door mijn hoofd' uit. De tekst en muziek zijn van Coln Heikens. Mike & Colin gaven op 1 november 2014 hun derde Twitterconcert, getiteld 'Horen, Zien en Zwijgen'.
Mike & Colin waren in 2015 te zien in het SBS6-programma Bloed, Zweet en Tranen. In april 2015 werd een aflevering van Superfans: Mijn idool is mijn leven aan Mike & Colin gewijd.
Op 1 mei 2015 bracht het duo hun debuutalbum Oog voor jou uit. Op 2 mei 2015 gaven ze een openluchtconcert in openluchttheater De Goffert in Nijmegen, waar honderden liefhebbers op af kwamen. Samen met de band van Nielson speelden Mike & Colin alle nieuwe nummers van hun debuutalbum.
Op 7 mei 2015 kwamen Mike & Colin met hun debuutalbum binnen op positie 25 in de Mega Top 100.
Op 12 februari 2016 brachten Mike & Colin het bericht naar buiten dat Mike ging stoppen met zijn zangcarrière; Colin zou solo verdergaan.

## Discografie

### Singles
| Single met eventuele hitnotering(en) in de Nederlandse Top 40 | Datum van verschijnen | Datum van binnenkomst | Hoogste positie | Aantal weken | Opmerkingen                                                |
| ------------------------------------------------------------- | --------------------- | --------------------- | --------------- | ------------ | ---------------------------------------------------------- |
| Zo moet het blijven                                           | 01-06-2009            | -                     |                 |              | Nr. 20 in de Single Top 100                                |
| Jij                                                           | 02-11-2009            | -                     |                 |              | Nr. 40 in de Single Top 100                                |
| Alles is top!                                                 | 12-06-2010            | -                     |                 |              | Nr. 25 in de Single Top 100                                |
| Wat is ze mooi                                                | 25-05-2011            | -                     |                 |              | Nr. 27 in de Single Top 100                                |
| De klok t!kt door                                             | 15-09-2011            | -                     |                 |              | Paradeplaat; nr. 25 in de Single Top 100                   |
| Gek of gen!aal                                                | 23-03-2012            | -                     |                 |              | Paradeplaat; nr. 22 in de Single Top 100                   |
| Mooi in het kwadraat                                          | 24-08-2012            | -                     |                 |              | Paradeplaat; nr. 36 in de Single Top 100                   |
| Altijd met je varen                                           | 15-02-2013            | -                     |                 |              | Paradeplaat; Hollandse Nieuwe; nr. 12 in de Single Top 100 |
| 't Is zomaar zomer                                            | 04-07-2013            | -                     |                 |              | Nr. 29 in de Single Top 100                                |
| 1e klas meisje                                                | 31-10-2013            | -                     |                 |              | Paradeplaat; nr. 44 in de Single Top 100                   |
| Een lieveling voor mij                                        | 05-03-2014            | -                     |                 |              | Nr. 46 in de Single Top 100                                |
| Je spookt door mijn hoofd                                     | 09-10-2014            | -                     |                 |              | Nr. 67 in de Single Top 100                                |
| Binnenkomen                                                   | 12-03-2015            | -                     |                 |              | Hollandse Nieuwe; Nr. 74 in de Single Top 100              |
| Geweldig                                                      | 07-05-2015            | -                     |                 |              | Hollandse Nieuwe; Nr. - in de Single Top 100               |
| Weekend                                                       | 23-07-2015            | -                     |                 |              |                                                            |

### Albums
| Album met eventuele hitnotering(en) in de Nederlandse Album Top 100 | Datum van verschijnen | Datum van binnenkomst | Hoogste positie | Aantal weken | Opmerkingen |
| ------------------------------------------------------------------- | --------------------- | --------------------- | --------------- | ------------ | ----------- |
| Oog voor Jou                                                        | 01-05-2015            | 07-05-2015            | 18              | 2            |             |